# Церква Святого Великомученика Юрія Переможця (Окопи)
Церква Святого Великомученика Юрія Переможця в Окопах — парафія і храм Борщівського благочиння Тернопільської єпархії Православної церкви України в селі Окопи Чортківського району Тернопільської области.
Оголошена пам'яткою архітектури місцевого значення (охоронний номер 424).

## Історія церкви
Храм будувався з 1864 по 1867 рік.
У 1990 році парафія приєдналася до Автокефальної Церкви, а згодом — до Київського Патріархату (нині ПЦУ). За час служіння о. Михайла Бобика було проведено ремонт прилеглої території, перекрито храм та збудовано каплицю.

## Парохи
- о. Капустинецький (1867—1891),
- о. Січинський (1898—1928),
- о. Константин Красій (1929—1944),
- о. Дирисевич (1944—1957),
- о. Володимир Бибик (1957—1962),
- о. Богдан Назарович (1962—1984),
- о. Роман Водяний (1984),
- о. Євген Мушинський (1985—1986),
- о. Павло Мисак (1986—1992),
- о. Михайло Бобик (з 1992).